# Michele Somma
Michele Somma (Salerno, 16 de marzo de 1995) es un futbolista italiano. Juega de defensa y su equipo es el Siena F. C. de la Serie D.

## Biografía
Es hijo del exjugador y entrenador Mario Somma.

## Trayectoria
Es un central internacional en las categorías inferiores del combinado transalpino. Se formó en las categoría inferiores de Juventus y Roma y jugó desde 2015 a 2018 en las filas del Brescia en la Serie B.
En agosto de 2018 se hizo oficial su fichaje por el Deportivo de La Coruña cedido por una temporada con opción a compra.